# أنتوني مونتغومري
أنتوني مونتغومري (بالإنجليزية: Anthony Montgomery)‏ هو مغني وموسيقي وكاتب أغاني وممثل أمريكي، ولد في 2 يونيو 1971 في الولايات المتحدة.

## أعمال

### مسلسلات
- جاغ
- ستار تريك إنتربرايز
- هاوس

## وصلات خارجية
- أنتوني مونتغومري على موقع IMDb (الإنجليزية)
- أنتوني مونتغومري على موقع روتن توميتوز (الإنجليزية)
- أنتوني مونتغومري على موقع ألو سيني (الفرنسية)
- أنتوني مونتغومري على موقع أول موفي (الإنجليزية)
- أنتوني مونتغومري على موقع إن إن دي بي (الإنجليزية)
- أنتوني مونتغومري على موقع أول ميوزيك (الإنجليزية)
- أنتوني مونتغومري على موقع ديسكوغز (الإنجليزية)
- أنتوني مونتغومري على موقع قاعدة بيانات الفيلم (الإنجليزية)
- أنتوني مونتغومري على موقع كينوبويسك (الروسية)